# Escherichia
Escherichia (ešerihija) je rod gramnegativnih, nesporogenih, fakultativno anaerobnih, paličastih bakterij iz družine enterobakterij. Nekatere vrste naseljujejo prebavila toplokrvnih živali ter gostitelja oskrbujejo z mikrobno proizvedenim vitaminom K. Nekatere vrste ešerihij ali določeni njihovi sevi pa so patogeni.

## Patogeneza
Medtem ko so številne vrste ešerihij neškodljivi komenzali, so določeni sevi nekaterih vrst za človeka patogeni. Ti sevi so najpogostejši vzrok okužb sečil, pogosto povzročajo tudi bolezni prebavil, od blažje driske do griži podobnih stanj, ter številna druga bolezenska stanja.
Pri ljudeh povzročajo bolezni najpogosteje patogeni sevi vrste E. coli, redkeje pa določene druge vrste.